# Paolo Tancredi
Paolo Tancredi (Teramo, 22 gennaio 1966) è un politico italiano.

## Biografia
Figlio del deputato democristiano Antonio Tancredi. Diplomato al Liceo classico di Teramo, si è laureato in Ingegneria elettronica con indirizzo gestionale all'Università degli Studi di Bologna.
Nel 1995 viene assunto come responsabile della produzione nella Trioneuro spa dove, due anni dopo, diventa responsabile della logistica e nel 1999 viene inquadrato come dirigente e assume il ruolo di direttore dello stabilimento di Teramo che impiega 140 addetti.
Nel 1999 si candida al Comune di Teramo, con una lista civica nella coalizione di centrodestra in cui risulta il primo degli eletti; subito dopo entra in Forza Italia nella cui lista è eletto Consigliere Regionale nella primavera del 2000. In questa veste presiede la Commissione Attività Produttive per l'intera consiliatura con delega, per un breve periodo, al Bilancio e alla Programmazione.
Coordinatore Comunale del Partito dal 2003, con oltre 8000 preferenze è stato il più votato d'Abruzzo alle elezioni regionali del 2005. Nello stesso anno è stato nominato Commissario Provinciale e Vice-coordinatore Regionale del Partito.
Eletto nel 2008 Senatore della Repubblica Italiana con il Partito “Il Popolo della Libertà”, nato dalla fusione di Forza Italia ed Alleanza Nazionale,  è stato membro della Giunta per il Regolamento, della Giunta delle Elezioni e delle Immunità Parlamentari, della Commissione permanente Agricoltura e Produzione agroalimentare, della Commissione Parlamentare per le Questioni Regionali, del Comitato Parlamentare per i procedimenti di accusa, e membro della Commissione Permanente Bilancio nella quale ha assunto l'incarico di Segretario. È stato relatore della legge di Stabilità nel 2010 e nel 2012.
Dal 2013 è Deputato della Repubblica Italiana, con “Il Popolo della Libertà”, membro della Commissione Cultura, Scienze e Istruzione e ricopre l'Ufficio Parlamentare di Vicepresidente della Commissione Politiche dell'Unione Europea. In qualità di rappresentante dello Stato Italiano, in occasione della Conferenza delle Commissioni per gli Affari Europei dei Parlamenti nazionali dell'UE e del Parlamento Europeo (COSAC) di Vilnius, ha denunciato la scarsa attenzione riservata dagli Stati del nord Europa ai rapporti con i Paesi della sponda sud del Mediterraneo.
Dopo la sua adesione al Nuovo Centrodestra nel novembre 2013, confermato Vicepresidente della Commissione Parlamentare per le Politiche dell'Unione Europea, ha portato avanti la linea lanciata a Vilnius, ottenendo l'approvazione di un emendamento nel documento finale del COSAC di Atene, con il quale è stato introdotto il principio di solidarietà e di equa distribuzione delle responsabilità tra gli Stati membri dell'Unione in materia di asilo e accoglienza, per un'efficace ed efficiente gestione dei flussi migratori.
È membro dell’Ufficio di Presidenza del Gruppo NCD alla Camera dei Deputati e dal 1º ottobre 2014 è Capogruppo del Partito presso la Commissione Parlamentare Bilancio e Tesoro e relatore del disegno di legge ‘Bilancio di previsione dello Stato per l'anno finanziario 2015 e bilancio pluriennale per il triennio 2015-2017′ alla Camera dei Deputati”. È inoltre membro della XIV Commissione - Politiche dell'Unione Europea in qualità di Vicepresidente, della V Commissione - Bilancio, Tesoro e Programmazione e anche della Commissione di studio per la redazione di principi e linee guida in tema di garanzie, Diritti e Doveri per l'uso di Internet. Conclude il proprio mandato parlamentare nel marzo 2018.